# Raubbau (Bergbau)
Als Raubbau bezeichnet man im Bergbau eine Rohstoffgewinnung, bei welcher der Abbau der Lagerstätte darauf abzielt, eine kurzfristige Gewinnmaximierung zu erzielen. Bei diesem Verfahren wird nicht auf die Nachhaltigkeit des Bergbaus geachtet, sondern nur auf den momentan größten Nutzen.

## Verfahren und Auswirkung
Beim Raubbau werden nur die wertvollsten und produktivsten Teile einer Lagerstätte abgebaut. Außerdem beschränkt man sich beim Raubbau auf die am leichtesten zu gewinnenden Lagerstättenteile. Das hat zur Folge, dass die Lagerstätte nur unvollständig ausgebeutet wird. Dies führt letztlich dazu, dass derjenige, der den Raubbau betreibt – bedingt durch die geringeren Kosten – einen deutlich höheren Gewinn erzielt als die Mitbewerber. Jedoch hat derjenige, der mittels Raubbau eine Lagerstätte ausbeutet, schon sehr bald wieder abgewirtschaftet. Durch die Beschränkung auf leicht zu gewinnende Anteile beim Raubbau verbleibt ein großer Teil der nutzbaren Mineralien in der Lagerstätte. Will später jemand die noch vorhandenen Lagerstättenteile abbauen, so ist dies oft nur durch Aufwendung deutlich höherer Kosten möglich. Für den Raubbauer bedeutet dies, falls er sich entschließt, die Lagerstätte weiter abzubauen, dass er die früheren Gewinne wieder aufwenden muss, um den Abbau weiter zu betreiben.

## Einstufung als Raubbau
Ob ein Abbau als Raubbau eingestuft werden kann oder nicht, ist vom jeweiligen Stand der Bergtechnik, der Aufbereitungstechnik und der Ertragslage abhängig. Streng genommen kann man bereits von Raubbau sprechen, wenn der Bergbautreibende die erforderlichen Untersuchungstätigkeiten oder die nötigen Ausrichtungsarbeiten vernachlässigt. Die Einstufung eines Abbaus als Raubbau erfolgt durch einen Sachverständigen. Bereits in den frühen Bergordnungen war beschrieben, was als Raubbau galt. Nach dem preußischen Landrecht galt als Raubbau das unwirtschaftliche Aushauen der oberen Mittel. Aus diesem Grund ist es beim Anlegen des Grubengebäudes erforderlich, die Abbaue so anzulegen, dass auch die anderen Teile der Lagerstätte abgebaut werden können, als wäre der entsprechende Bereich unverritzt gewesen. Wird zu dicht unterhalb der Tagesoberfläche gebaut, kann Wasser in die tieferen Grubenteile eindringen und sie unbrauchbar machen. Bedingt dadurch ist es dann nicht mehr möglich, diese unteren Lagerstättenteile abzubauen. Des Weiteren galt als Raubbau das Abbauen der erforderlichen Bergfesten, der Hauptstrecken- und der Stollenpfeiler. Da die Mineralien einer Lagerstätte möglichst komplett abgebaut werden müssen, ist es oftmals erforderlich, an bestimmten Stellen Sicherheitspfeiler stehen zu lassen. Durch die Wegnahme dieser Pfeiler kann die Bewetterung oder die Wasserhaltung erheblich gestört werden. Letztlich gilt das Unterwerken unter den Stollen und Strecken, wenn dadurch der regelmäßige Betrieb des Bergwerks gestört wird, ebenfalls als Raubbau. Der Unterwerksbau darf nur mit Genehmigung des Bergamtes unter bestimmten Bedingungen durchgeführt werden. Nach dem Allgemeinen Österreichischen Berggesetz vom 23. Mai 1854 galt es sogar auch als Raubbau, wenn beim Abbau von Mineralien nicht vorgesorgt wurde und keine neuen Abbaumittel vorbereitet wurden.

## Bergrechtliche Konsequenzen
Die rechtlichen Konsequenzen für denjenigen, der Raubbau betrieb, waren recht unterschiedlich geregelt. Dies liegt daran, dass die gesetzlichen Bestimmungen gegen den Raubbau dem jeweiligen Staat obliegen. Nach dem Allgemeinen Österreichischen Berggesetz waren die Bergbehörden angehalten, durch Beratung der Bergbautreibenden dahin zu wirken, dass kein Raubbau betrieben wurde. Bei besonders auffälligen Verstößen waren die Bergbehörden dazu verpflichtet, einen Sachverständigen hinzuzuziehen. Erhielt das Berggericht von dem Raubbau durch Anzeige oder eigene Wahrnehmung Kenntnis, so wurde der entsprechende Grubenbau durch die Mitglieder des Berggerichts befahren. Das Berggericht zog dann den jeweiligen Gewerken zur Verantwortung. Bei der ersten Verurteilung wurden dem Betroffenen die durch Raubbau abgebauten Mineralien weggenommen. Im Wiederholungsfalle wurde, nach erfolgter Belehrung durch das Bergamt, dem Betroffenen das durch die Verleihung erteilte Abbaurecht entzogen. Setzte der Gewerke den Raubbau danach trotzdem fort, so konnte ihm das Bergwerk weggenommen werden. Mit Inkrafttreten des Allgemeinen Berggesetzes für die Preußischen Staaten wurden die Bergbautreibenden verpflichtet, für jede bergbauliche Tätigkeit einen Betriebsplan bei der Bergbehörde einzureichen. Die Missachtung dieses Betriebsplanes konnte mit Geldbußen belegt werden. Zudem war die Bergbehörde in besonders schwerwiegenden Fällen befugt, den jeweiligen Betrieb zu stunden.

## Umweltökonomie
Der Abbau von Rohstoffen erfordert in den meisten Staaten zwar eine Lizenz oder Zulassung (in Deutschland: § 56 BBergG) durch die Bergbehörde, doch die nachfolgende Gewinnung unterliegt im Regelfall keiner mengenmäßigen Beschränkung. Deshalb tragen die gewonnenen Rohstoffe faktisch den Charakter von Allmendegütern, bei denen eine Tendenz zur Übernutzung besteht. Das lizenzierte Bergbauunternehmen neigt dazu, seinen ungehinderten Zugang zu den Rohstoffen im Rahmen seines Ziels der Gewinnmaximierung dadurch auszunutzen, dass es so viel wie möglich an Rohstoffen abbaut, ohne sich um die Nachhaltigkeit kümmern zu müssen. Ein abgebauter Rohstoff ist im Boden nicht mehr vorhanden und kann nicht erneut abgebaut werden. Zugleich sinkt dadurch der Nutzen für die Nachfrager, weil jeder Nachfrager zur Verminderung der Reichweite des Rohstoffs beiträgt. Diese Übernutzung stellt eine Ausprägung des Extraktivismus dar, also einem „Akkumulationsmodell, das auf einer übermäßigen Ausbeutung immer knapper werdender, meist nicht erneuerbarer, natürlicher Ressourcen beruht, sowie auf der Ausdehnung dieses Prozesses auf Territorien, die bislang als ‚unproduktiv‘ galten“.